# عنعنة (لغة)
تُنسب ظاهرة العنعنة لبعض القبائل العربية القديمة كتميم وبني أسد وغيرهما، وهي كما يعرّفها ابن فارس: "فقلبهم الهمزة في بعض كلامهم عيناً. يقولون: "سمعتُ عَنَّ فلاناً قال كذا" يريدون "أَنَّ". وخصَّها غير ابن فارس بالهمزة المفتوحة فقط، وشرط غيرهم أن تكون في الهمزة المبدوء بها.
ومثل الكثير من الظواهر الصوتية القديمة فإن لها امتداد في لهجات الجزيرة العربية الحديثة. وفيها تقلب الهمزة عيناً دون شروط، وعلى ذلك فتقلب إن كانت مفتوحة أو مضمومة أو مكسورة أو ساكنة، وسواء كانت في بداية الكلمة أو وسطها أو آخرها. ولها كذلك أمثلة في لهجات البوادي في مصر والسودان، فيقولون «اسعل عليّ» في «اسأل عليّ»، و «الجُرْعان» في «القرآن»، وبعض أهل الصعيد يقولون: «لع» في «لأ» وهكذا ويتوسع في ذلك بدو أهل السودان فيقولون «العنبوبة» قاصدين «الأنبوبة»، و«سعَل» في «سأل»، و«فقع» في «فقأ».
أما أمثلة الظاهرة في اللهجات المحلية فهي كالآتي:

## أ- بداية الكلمة
1- أيسكريم: عسكريم.
2- إنْجاص: عنجاص (فاكهة كالكمثرى).
3- إنجليزي: عنقليزي أو عنقريزي.

## ب- وسط الكلمة
1- سأل: تنقلب الهمزة فيها عيناً بجميع تصريفاتها وحركاتها (سعَل، سُعَال، اسعلْ، يسعل، أسعِلة، مسعُول).
2- قرآن: قرعان.

## ج- نهاية الكلمة
1- فقأ: فقع. وفي الحديث: «لو أَنّ رجلاً اطَّلَعَ في بَيْتِ قوم بغير إِذْنهم ففَقَؤُوا عينَه لم يكن عليهم شيء، أَي شَقُّوها».
2- فجأ: فجع ومفاجَعَة وأكثر مايستخدمون فجعته وفجعني، وأغلب الظن أن فجع هي فجأ.
3- كأكأ: كعكع ومنه كَعْ بمعنى توقف بشدة. وفي اللسان: «وتَكَأْكَأَ أَي جَبُنَ ونَكَصَ، مثل تَكَعْكَعَ».

## تفسير الظاهرة
حسب بعض التفسيرات فإن هذه الظاهرة في العامية لا تلتزم بشروط معينة. ويمكن تفسيرها بتقارب مخرج العين من الهمزة، فالعين صوت حلقي والهمزة صوت حنجري ، وبالتالي يكون التغيير من صوت احتكاكي إلى آخر وقفي مع تغير محدود في المخرج. ومن ناحية أخرى يعتبرها الدكتور نعمان بوقرة عادة نطقية ليس لها تأثير على المستوى الدلالي، بمعنى أنه لا يتغير معنى الكلمة بقلب الهمزة عيناً، فـ (هيئة وهيعة) كلمة واحدة.
ومؤخراً نرى أن هذه الظاهرة بدأت بالتراجع بعد انتشار التعليم خصوصاً في الكلمات التي يعلمون أن أصلها همزة (كهيئة وسأل)، أما في حال بعض الكلمات الأخرى الأقل شيوعاً (كلطع ولفع) فيبدو أنهم يظنون أن العين أصيلة.